# ブリューマ・ゼイガルニク
ブリューマ・ヴリホヴナ・ゼイガルニク（ロシア語: Блюма Вульфовна Зейгарник
, ラテン文字転写: Bluma Wulfovna Zeigarnik 、1901年 11月9日- 1988年2月24日）は、ソビエト連邦の心理学者、精神科医。プリエナイ出身。ベルリン大学に留学。ゼイガルニク効果をクルト・レヴィンの指導のもとに発見。のちに、ヴィゴツキーの共同研究者の一人となる。モスクワのロシア社会主義共和国保健省精神医学研究所に所属。病理心理学の専門家となり、統合失調症の心理研究にレフ・ヴィゴツキーとアレクセイ・レオンチェフの原理を導入した。また、ドイツの心理学者ホッペにより作成されたパーソナリティの反応を研究する方法を、病人の人格面の研究のために精神病理学に導入した。統合失調症の際にしばしば現れる情意領やパーソナリティの障害が、この実験で、とにかくある面で成功と不成功との間の、他方では困難度による課題の選択間の関係の障害に現れることを示した。一時期、西側には没年すら不明の状況だったが、徐々に、後半生の伝記が明らかになってきた。1988年、モスクワにて死去。

## 論文
- 「完了および未完了行動の保持」（1927年）
- 「知的障害児の情意領の研究方法」（論文集『精神病者の情意領の研究方法』所収、1965年）
- 「知的障害児の情意領の障害」（邦訳、山口薫編訳、ソビエト心理学研究会『ソビエト心理学研究』第4号、1967年[3]）